# Mario Montuori
Mario Montuori est un directeur de la photographie italien, né à Rome (Italie) le 1er mai 1920 et mort le 12 août 1997 dans la même ville.

## Biographie
Fils du directeur de la photographie Carlo Montuori (1885-1968), il est assistant de son père sur Le Voleur de bicyclette en 1948. Entre 1945 et 1951, il est cadreur sur sept films. Il devient lui-même chef-opérateur en 1947 et exerce cette fonction jusqu'en 1977, sur soixante-deux films majoritairement italiens ou en coproduction. Parmi les réalisateurs avec lesquels il a travaillé, citons Mario Soldati qu'il retrouve à plusieurs reprises au début des années 1950. Vers la fin de sa carrière, outre sa participation à quelques westerns spaghetti, il collabore dans les années 1970 avec Roberto Rossellini, d'une part sur les deux ultimes films de ce dernier, d'autre part sur réalisations pour la télévision, deux téléfilms et un documentaire.

## Filmographie

### Au cinéma (sélection)
- 1947 : Vivre en paix (Vivere in pace) de Luigi Zampa
- 1948 : Les Années difficiles (Anni difficili) de Luigi Zampa
- 1948 : Le Voleur de bicyclette (Ladri di biciclette) de Vittorio De Sica (comme premier assistant opérateur)
- 1950 : Les Mousquetaires de la reine (Amori e veleni) de Giorgio Simonelli
- 1950 : La taverna della libertà de Maurice Cam
- 1950 : Fra Diavolo (Donne i briganti) de Mario Soldati
- 1951 : Beautés à bicyclette (Bellezze in bicicletta) de Carlo Campogalliani
- 1951 : È l'amor che mi rovina de Mario Soldati
- 1951 : O.K. Néron ! (O.K. Nerone) de Mario Soldati
- 1952 : La Reine de Saba (La regina di Saba) de Pietro Francisci
- 1952 : Le Chevalier sans loi (Le avventure di Mandrin) de Mario Soldati
- 1952 : Fille dangereuse (Bufere) de Guido Brignone
- 1952 : L'Héritier de Zorro (Il sogno di Zorro) de Mario Soldati
- 1952 : Le Manteau (Il cappotto) d'Alberto Lattuada
- 1953 : Nous... les coupables (Noi peccatori) de Guido Brignone
- 1953 : L'Âge de l'amour (L'età dell'amore) de Lionello De Felice
- 1953 : Ivan, le fils du diable blanc (Ivan, il figlio del diavolo bianco) de Guido Brignone
- 1954 : Vierge moderne (Vergine moderna) de Marcello Pagliero
- 1955 : Symphonie inachevée (Sinfonia d'amore) de Glauco Pellegrini
- 1955 : Chéri-Bibi de Marcello Pagliero
- 1955 : Histoires romaines (Racconti romani) de Gianni Franciolini
- 1956 : Nos plus belles années (I giorni più belli) de Mario Mattoli
- 1956 : Le Bigame (Il bigamo) de Luciano Emmer
- 1957 : Un dénommé Squarcio ou La Grande Route bleue (La grande strada azzurra) de Gillo Pontecorvo et Maleno Malenotti
- 1957 : Madame, le Comte, la Bonne et moi (Il comte Max) de Giorgio Bianchi
- 1959 : Le Maître de forges (Il padrone delle ferriere) d'Anton Giulio Majano
- 1959 : Les Bateliers de la Volga (I battelieri del Volga) de Viktor Tourjansky
- 1960 : L'Inassouvie (Un amore a Roma) de Dino Risi
- 1960 : La Vengeance d'Hercule (La vendetta d'Ercole) de Vittorio Cottafavi
- 1960 : Un scandale à la cour (A Breath of Scandal) de Michael Curtiz (coproduction italo-américaine)
- 1961 : Sodome et Gomorrhe (Sodoma e Gomorra) de Robert Aldrich et Sergio Leone
- 1961 : A porte chiuse de Dino Risi
- 1962 : Les Guérilleros (I briganti italiani) de Mario Camerini
- 1962 : L'Amour à vingt ans (L'amore a vent'anni), film à sketches, segment Rome (Roma) de Renzo Rossellini
- 1962 : Une dame aux camélias (La bella Lola) d'Alfonso Balcázar
- 1964 : Tre notti d'amore, film à sketches de Renato Castellani, Luigi Comencini et Franco Rossi
- 1965 : Aujourd'hui, demain et après-demain (Oggi, domani, dopodomani), film à sketches, segment L'ora di punta d'Eduardo De Filippo
- 1965 : Les Complexés (I complessi), film à sketches, segment Guillaume "Dents longues" (Guglielmo il dentone) de Luigi Filippo D'Amico
- 1966 : Les Dieux sauvages (La battaglia dei mods) de Franco Montemurro
- 1967 : Un doigt sur la gâchette (Dove si spara di più) de Gianni Puccini
- 1969 : Quand, comment et avec qui ? (Comé, quando, perché) d'Antonio Pietrangeli et Valerio Zurlini
- 1969 : Le Dernier des salauds (Il pistolero dell'Ave Maria) de Ferdinando Baldi
- 1970 : Pour une poignée de diamants (Cin... cin... cianuro) d'Ernesto Gastaldi
- 1970 : Ciak Mull (Ciakmull, l'uomo della vendetta) d'Enzo Barboni
- 1972 : Une prostituée au service du public et en règle avec la loi (Una prostituta al servizio del pubblico e in regola con le leggi dello stato) d'Italo Zingarelli
- 1972 : Alta tensión de Julio Buchs
- 1974 : L'An un (Anno uno) de Roberto Rossellini
- 1975 : Le Messie (Il messia) de Roberto Rossellini
- 1977 : L'Embrouille (Charleston) de Marcello Fondato

### À la télévision
- 1973 : L'Ère des Médicis (L'età di Cosimo de Medici), téléfilm de Roberto Rossellini
- 1974 : Descartes (Cartesius), téléfilm de Roberto Rossellini
- 1977 : Concerto pour Michel-Ange (Concerto per Michelangelo), documentaire de Roberto Rossellini